# Berki veréb
A berki veréb (Passer hispaniolensis) a madarak osztályának verébalakúak (Passeriformes) rendjébe és a verébfélék (Passeridae) családjába tartozó faj.

## Előfordulása
Spanyolország, a Kanári-szigetek, Dél-Európa, Észak-Afrika és Kis-Ázsia területén él. 
Betelepítették vagy magától meghonosodott Madeira és a Zöld-foki-szigetek területén is. Leginkább a vízben bővelkedő vidékeket szereti. Már Magyarországon is megfigyelték, először Bácsborsódon 2014. június 13-án. Ekkor költését is sikerült bizonyítani.

## Alfajai
- Passer hispaniolensis hispaniolensis
- Passer hispaniolensis transcaspicus

## Megjelenése
Hossza 16  centiméter, szárnyfesztávolsága 16–20  centiméter, farkhossza 6 centiméter.
Egyes korábbi rendszerezések a házi veréb alfajának tartották, azonban nemcsak színezete, hanem életmódja is eltér attól.
Feje teteje, halántéka és nyakszirtje vöröses gesztenyebarna; szemsávja, egy keskeny csík a szeme alatt, dolmánya és válla fekete. A test többi alsó része és az alsó szárnyfedők fakó sárgásfehérek.
A hímekkel ellentétben a tojókat nehéz megkülönböztetni a házi verébtől, esetleg a hason elmosódottan kivehető sávozás, illetve a hasoldal kissé világosabb szürke színe segíthet a meghatározásban, de mivel ezek nem általános jegyek, a tojók fajára csak akkor lehet biztonsággal következtetni, ha együtt vannak a hímekkel.

## Életmódja
Magevő, állandóan a fészkelőhelyén tartózkodik, nem vonuló. Vízben bővelkedő, mezei területeken él. Nagy tömegekben táplálkozva, nagy károkat okoz.

## Szaporodása

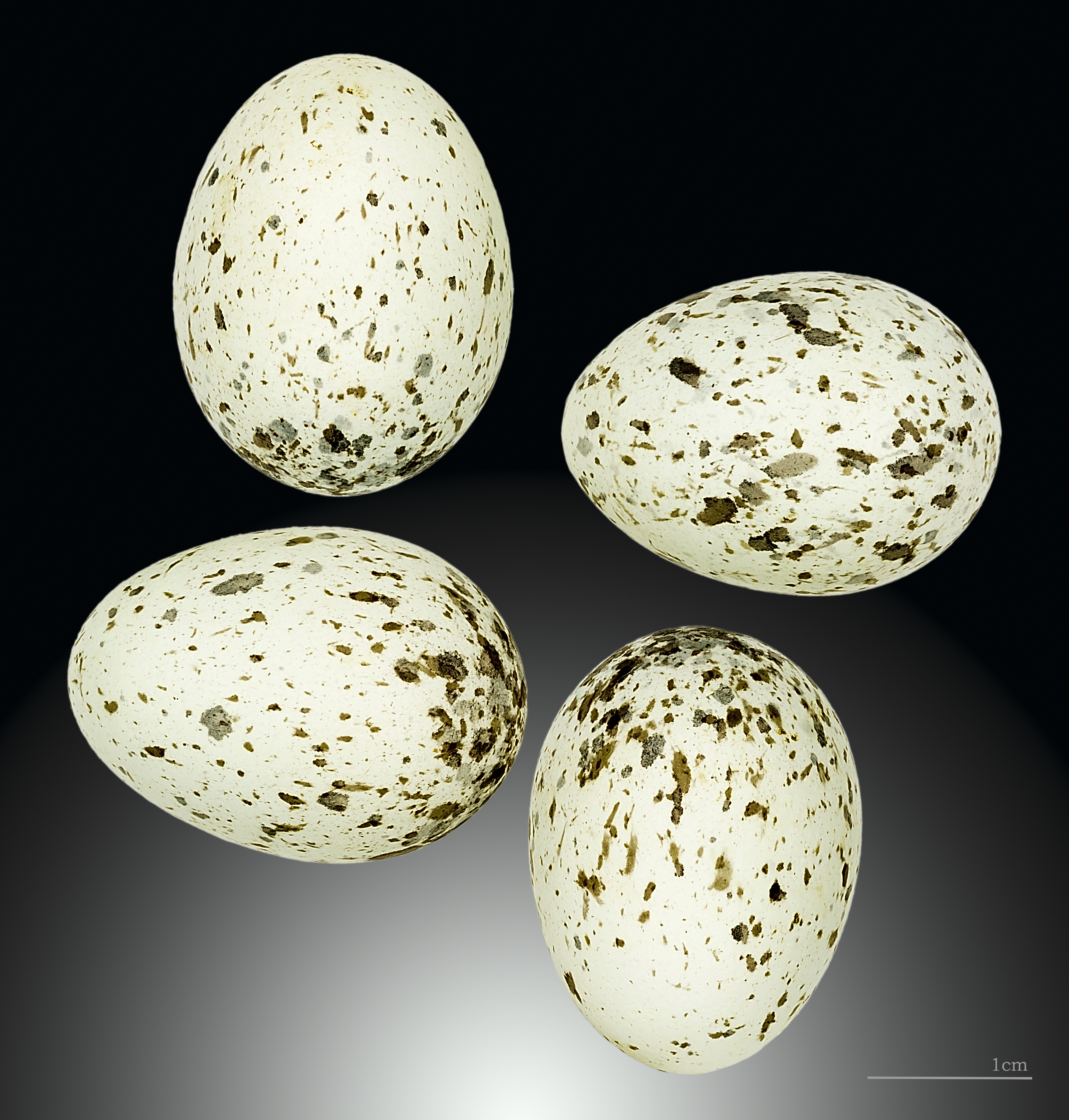
Passer hispaniolensis

Bár általában saját zárt tetejű, oldairányú bejáratú, fűszálakkal, állati szőrökkel, tollacskákkal bélelt fészket épít, néha megtelepszik nagyobb madarakéiban is. Fészekalja 4–8  tojásból áll.

## Hazai előfordulása
Magyarországon először Tamás Ádám és társai figyeltek meg 2014 júniusában, Bácsborsódon egy költő párt, akkor több megfigyelése is összegyűlt. Emiatt nagyon ritka madárként van számontartva hazánkban. 2025 áprilisában a Tolna megyei is Őcsényben is észlelték.[forrás?]